# Hentziectypus serax
Espèce
Synonymes
- Achaearanea serax Levi, 1959

Hentziectypus serax est une espèce d'araignées aranéomorphes de la famille des Theridiidae.

## Distribution
Cette espèce est endémique du Chiapas au Mexique,.

## Description
La femelle holotype mesure 2,5 mm.

## Publication originale
- Levi, 1959 : The spider genera Achaearanea, Theridion and Sphyrotinus from Mexico, Central America and the West Indies (Araneae, Theridiidae). Bulletin of the Museum of Comparative Zoology, vol. 121, no 3, p. 57-163 (texte intégral).